# Enka
Col termine enka (演歌? derivato dai kanji 演?, en, ovvero "performance, intrattenimento", e 歌?, ka, cioè "canzone"), ci si riferisce a due diversi stili di musica giapponese: il primo nacque nel periodo Meiji (1868-1912) e fu in voga fino al periodo Taishō (1912-1926); il secondo, al quale generalmente ci si riferisce oggi usando il termine enka, è un tipo di musica popolare più melodrammatica.

## Storia
Il genere enka nacque nel periodo Meiji come forma musicale di dissenso politico, ma perse presto queste caratteristiche per diventare una forma di musica legata a temi come l'amore, la perdita (dell'amore), la solitudine, le difficoltà della vita, il suicidio e la morte. L'enka è stata la prima forma musicale ad unire la scala pentatonica giapponese con le armonie occidentali.
Alcuni dei primi cantanti di enka moderno sono stati Hachirō Kasuga, Michiya Mihashi e Hideo Murata.
Probabilmente la cantante di enka moderno più famosa è stata Hibari Misora, nota come la "Regina dell'enka" e la "Regina di Shōwa", dal periodo Shōwa (1926-1989) durante il quale visse ed ebbe il suo successo.